# Xenopsylla versuta
Xenopsylla versuta är en loppart som beskrevs av Jordan 1925. Xenopsylla versuta ingår i släktet Xenopsylla och familjen husloppor. Inga underarter finns listade i Catalogue of Life.